# Целестин II (антипапа)
Целестин II (лат. Caelestinis Secundus; умер в 1126, Теобальдо Буккапекки, лат. Theobaldus Buccapecus) — антипапа 16 декабря 1124 года (в течение одного дня).

## Биография
Теобальдо Буккапекки папой Пасхалием II был рукоположён в кардиналы-дьяконы.
Ко времени смерти Каликста II Рим стал ареной противостояния двух знатных итальянских семейств, Франджипани и Пьерлеони. Сначала конклав избрал папой кардинала Теобальдо, которого поддерживали Пьерлеони. Он выбрал имя Целестин, что с латыни переводится как небесный, и уже был облачён в алую мантию и служил благодарственный молебен, когда в зал ворвался Роберто Франджипани и потребовал от кардиналов отменить результаты выборов. Запуганные кардиналы уступили его требованию, а Теобальдо, чтобы избежать раскола, отказался от тиары. На повторных выборах победу одержал кардинал Ламберто ди Фьяньяно, взявший имя Гонорий II.